# ロンビックアンテナ

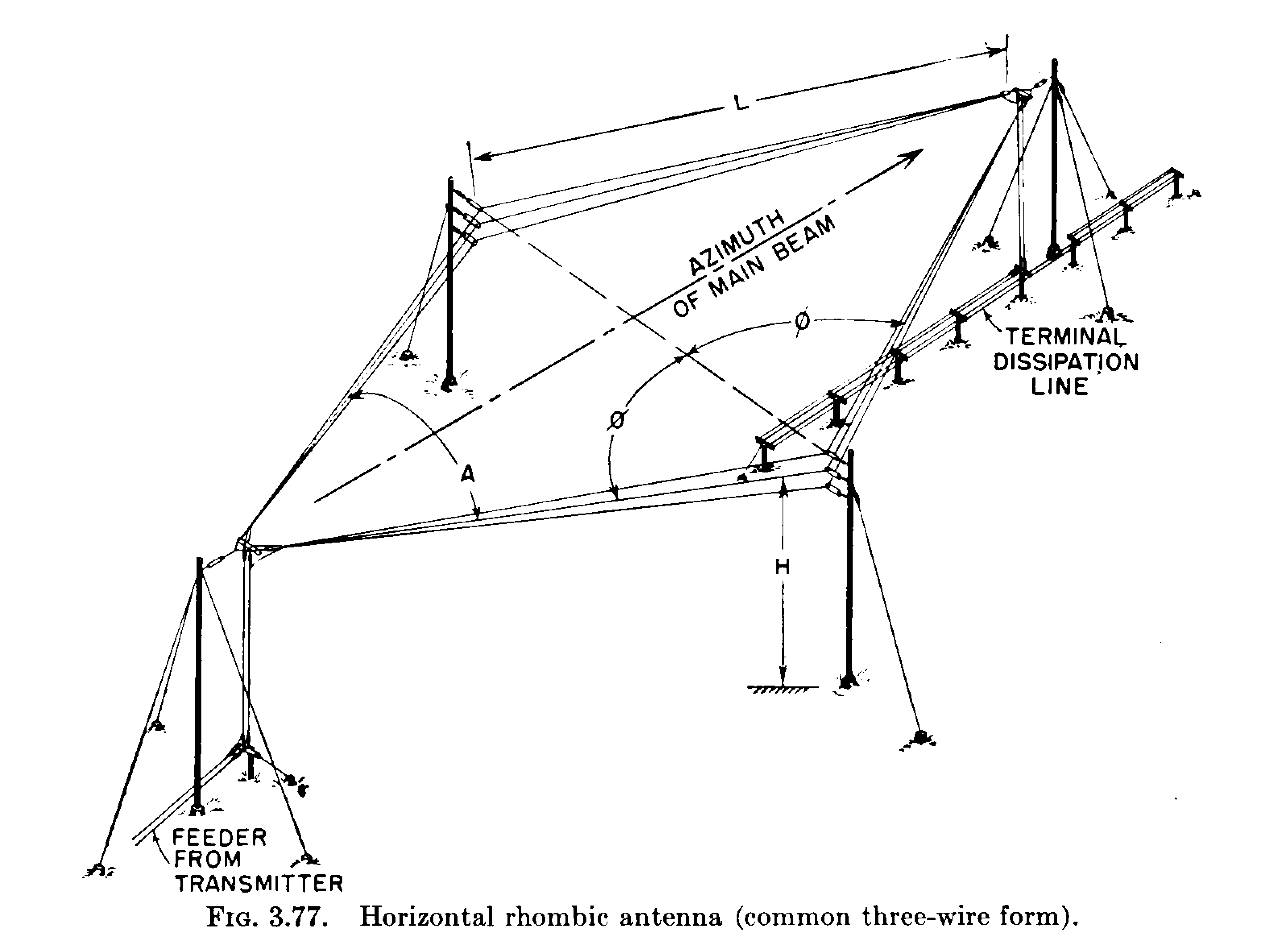
ロンビックアンテナ

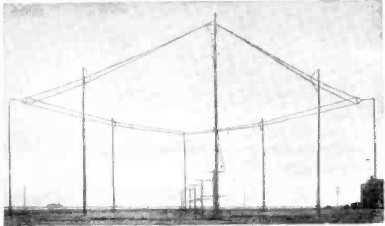
1937年にカリフォルニア州Dixonに設置されたAT&T 2線式ロンビックアンテナ

放射パターンの模式図

ロンビックアンテナとは、アンテナの名称。進行波アンテナの一種。主に中波、短波に用いられる。ロンビック（rhombic）は形容詞で“菱形の”を意味する。
水平方向の電線（エレメント）を地上から数m以上離してひし形に展開する。一般に、ひし型の1辺の長さ（a）は最低使用周波数の波長の二倍以上の長さとする。従って中波、短波では1辺の長さが数100m〜1kmに達する。概ね、a/λが大きくなるほど利得が高まる。ひし形の狭角側の頂点に給電し、その反対側の頂点に終端抵抗を接続すると、この抵抗の方向に向かって極めて鋭い指向性が得られる。終端抵抗は600ないし800Ω程度が用いられ、放射効率の向上とインピーダンス特性の平坦化のために電線を数条平行に張る場合がある。なお、この抵抗を使用しない場合は指向性が双方向性になる。
非同調アンテナであり、固有の共振周波数を持たないので、広い周波数帯域で使用可能である。そのため伝播状態により周波数を適宜変更する必要がある遠距離国際通信やアマチュア無線に用いられる。非常に鋭い指向性があり、打ち上げ角も低いために遠距離通信に有利である。欠点は非常に広い敷地を必要とすること、いったん設置すると指向性を変更できないことである。
原理上は、短波以上の周波数でも使用可能であり、良好な特性が期待できるが、短波以上の周波数では目的の方向に向けてアンテナを回転させる用途、もしくは無指向性のアンテナを用いて各方向との通信を行う用途が主流であり、また他の種類の指向性アンテナでも容易に高性能を得られる為、ロンビックアンテナはほとんど使用されない。